# Літаки України (серія монет)
Літаки України — серія ювілейних та пам'ятних монет започаткована Національним банком України у 2002 році.
|                                                        |  |  |
| Перша монета серії - срібна монета Літак АН-225 «Мрія» |  |  |

## Монети в серії
У серію включені такі монети:
- Пам'ятні монети «Літак АН-225 „Мрія“»
- Пам'ятні монети «Літак АН-2»
- Пам'ятні монети «Літак АН-140»
- Пам'ятні монети «Літак АН-124 „Руслан“»
- Пам'ятні монети «Літак АН-132»